# صراع (معرة النعمان)
صراع قرية سورية تتبع ناحية سنجار في أقصى منطقة معرة النعمان في محافظة إدلب. بلغ عدد سكانها 914 نسمة في عام 2004 حسب إحصاء المكتب المركزي للإحصاء.. تقع على بعد حوالي 35 كم إلى الجنوب الشرقي من مدينة معرة النعمان. أصلن سكان قرية صراع من مدينة دير الزور 